# Palaeorhiza turneriana
Palaeorhiza turneriana är en biart som först beskrevs av Cockerell 1905.  Palaeorhiza turneriana ingår i släktet Palaeorhiza och familjen korttungebin. Inga underarter finns listade i Catalogue of Life.